# Synagoga w Żydowskim Seminarium Teologicznym we Wrocławiu
Synagoga w Żydowskim Seminarium Teologicznym we Wrocławiu – nieistniejąca synagoga, która znajdowała się we Wrocławiu w budynku Żydowskiego Seminarium Teologicznego, przy ulicy Pawła Włodkowica.
Synagoga została założona w 1856 roku, dwa lata po budowie Seminarium. Była przeznaczona głównie dla kadry oraz studentów uczelni, ale prawdopodobnie korzystali z niej również okoliczni mieszkańcy.
Podczas nocy kryształowej z 9 na 10 listopada 1938 roku, bojówki hitlerowskie zdemolowały wnętrze synagogi, jak i samą uczelnię.
W latach 60. XX wieku budynek seminarium został wyburzony.